# Desa Serang (administrativ by i Indonesien, Jawa Tengah, lat -7,24, long 109,28)
Desa Serang är en administrativ by i Indonesien.   Den ligger i provinsen Jawa Tengah, i den västra delen av landet, 290 km öster om huvudstaden Jakarta.